# Isabel Otero
 (novembre 2016).
Si vous disposez d'ouvrages ou d'articles de référence ou si vous connaissez des sites web de qualité traitant du thème abordé ici, merci de compléter l'article en donnant les références utiles à sa vérifiabilité et en les liant à la section « Notes et références ».
Pour les articles homonymes, voir Otero.
Isabel Otero, née le 5 août 1962 à Rennes (Ille-et-Vilaine), est une actrice française.

## Biographie

### Famille
Elle est la fille des peintres Antonio Otero et Clotilde Vautier, la sœur de la réalisatrice Mariana Otero, la demi-sœur de l'acteur Antojo Otero et la petite-fille du poète espagnol Antonio Otero Seco. De sa relation avec Hippolyte Girardot, elle a eu en 1988 une fille, l'actrice Ana Girardot. En juillet 2010, elle épouse à Mons (Var) le journaliste Éric de Kermel. Depuis 2019, c'est Joachim Roberfroid, un ostéopathe et spécialiste du développement personnel, qui partage sa vie,.
- Antonio Otero Seco (1905-1970), écrivain, poète, journaliste et critique littéraire espagnol. Il épouse María Victorina San José ; de ce mariage naissent trois enfants.
  - Mariano Otero (1942-2019), peintre espagnol. Il épouse Marie-Alice Villeneuve, dont naissent deux filles : Olga et Maruja.
  - Isabel Otero
  - Antonio Otero. Il épouse Clotilde Vautier (1939-1968), artiste-peintre ; de ce mariage naissent deux filles. Il a par ailleurs un fils de son deuxième mariage.
    - Isabel Otero (1962). De sa relation avec Hippolyte Girardot naît une fille.
      - Ana Girardot (1988), actrice.

    - Mariana Otero (1963), réalisatrice.
    - Antojo Otero (1984), acteur.

### Carrière
Elle commence au Théâtre national de Strasbourg où pendant trois ans, elle fait du théâtre et apprend son métier.
En 1985, remarquée au Festival d'Avignon, elle démarre au cinéma dans un film suisse, Derborence, qui ira en compétition au Festival de Cannes. Suivent plusieurs rôles au cinéma, L'Amant magnifique d'Aline Issermann avec Hippolyte Girardot ou Ville étrangère de Didier Goldschmidt, tourné au Chili ou encore La buena vida de David Trueba en Espagne.
Sa collaboration cinématographique est davantage tournée vers les films dits indépendants jusqu'à ce qu'elle commence une carrière à la télévision[source secondaire souhaitée], tout en enchaînant des spectacles au théâtre[source secondaire souhaitée], en particulier avec Georges Lavaudant à Lyon et au festival d'Avignon.
À la télévision s'enchaînent des succès d'estime comme Les enfants dans les arbres avec Robin Renucci ou L'amour est un jeu d'enfant avec Richard Bohringer, ou encore Viens jouer dans la cour des grands de Caroline Huppert avec Isabelle Carré.
En 2001, elle succède à Clotilde de Bayser dans la série télévisée La Crim', où elle tient le rôle du commandant Hélène Vallon aux côtés de Dominique Guillo. Au bout de cinq saisons, la comédienne estime avoir fait le tour de son personnage et décide d'arrêter la série. En 2003, elle devient l'héroïne de la série Diane, femme flic.
Elle participe également au film de sa sœur, la réalisatrice Mariana Otero, Histoire d'un secret, film documentaire sur leur mère. Elle reprend les chemins des tournages en 2012, en jouant dans le film Chambre 327 pour France 3.
Elle travaille à l'écriture de ses propres projets[source secondaire souhaitée]. 

## Engagement
Elle s'engage en faveur de l’environnement au Costa Rica. Elle a planté 3000 arbres dans une propriété de 3 hectares au Costa Rica, créant ce qu'elle appelle une jungle fruitière. Elle est ostréicultrice, dans une concession de mer où elle envisage de faire un jardin coralien. Isabel Otero se sent proche des idées de Pierre Rabhi.
Elle a également créé une maison d'accueil pour femmes en provence.

## Filmographie

### Actrice

#### Cinéma
- 1984 : Derborence de Francis Reusser : Thérèse Maye
- 1986 : L'Amant magnifique d'Aline Issermann : Viviane
- 1987 : Arhangelos tou pathous de Nikos Vergitsis : Afroditi
- 1987 : Ville étrangère de Didier Goldschmidt : Béatrice
- 1988 : Terre sacrée d'Emilio Pacull : Isabel
- 1992 : Rêve de Siam : Anna
- 1995 : Les Caprices d'un fleuve de Bernard Giraudeau : Emma
- 1996 : Malena est un nom de tango de Gerardo Herrero : Magda
- 1996 : La Buena vida de David Trueba : Isabelle
- 1997 : Le Pari de Didier Bourdon et Bernard Campan : Victoria
- 2003 : Histoire d'un secret de Mariana Otero : elle-meme

#### Courts métrages
- 1986 : Présence féminine d'Éric Rochant
- 1991 : Le Silence d'un été de Véronique Aubouy
- 1993 : Comme un frère... de Pascal Laëthier
- 1994 : Oui de Pascal Pérennès : Béatrice
- 2002 : Les Baisers des autres de Carine Tardieu : la mère

#### Téléfilms
- 1989 : Mémoire d'amour de François Luciani
- 1992 : Papa et rien d'autre de Jacques Cortal : Léna
- 1995 : Bébé coup de foudre de Michel Lang : Anne
- 1996 : Je m'appelle Régine de Pierre Aknine : Thérèse
- 1999 : La Balle au bond de Williams Crépin : Martine
- 2000 : Un homme à la maison de Michel Favart : Corinne Bouttier
- 2000 : À propos de Bérénice de Jean-Daniel Verhaeghe : Phénice
- 2000 : La Juge Beaulieu de Jean-Marc Vervoort : Sophie
- 2007 : Ma fille est innocente de Charlotte Brändström
- 2012 : Chambre 327 de Benoît d'Aubert : Jade Marsac
- 2014 : Meurtres à Rouen de Christian Bonnet : Eva Chêne
- 2015 : Contre-enquête de Henri Helman : Hélène Villion
- 2017 : Les Mystères de l'île de François Guérin : Aline
- 2017 : Crime dans les Alpilles d'Éric Duret : Mathilde Alonso-Balarello
- 2018 : Les Mystères de la basilique de François Guérin : Louise Chaland
- 2022 : Meurtres dans le Béarn de Delphine Lemoine
- 2024 : À qui profite le doute ? de Stéphanie Tchou-Cotta : Véra Varlet
- 2025 : La Manière forte de Vincent Primault : Caroline Laporte

#### Séries télévisées
- 1988 : Cinéma 16 - épisode : Paysage d'un cerveau de Emilio Pacull : Barrault
- 1989 : David Lansky - épisode Prises d'otages de Hervé Palud : Hélène Chazel
- 1993 : Les Grandes Marées - 8 épisodes : Philippine Leclerc
- 1994 : Navarro -  épisode Femmes en colère : Catherine Bénard
- 1995 : Passeur d'enfants - épisode L'Enfant de Soweto de Franck Appréderis : Fabienne
- 1999 : Les Steenfort, maîtres de l'orge de Jean-Daniel Verhaeghe en 6 épisodes : Régine Texel
- 2003 : Les Thibault de Jean-Daniel Verhaeghe : Anne de Battaincourt
- 2002 - 2004 : La Crim' - 32 épisodes : Commandant Hélène Vallon
- 2003 - 2010 : Diane, femme flic - 33 épisodes : Commissaire Diane Carro
- 2016 : Mongeville - épisode : Comme un battement d'ailes de Sylvie Ayme : Béatrice Lesparre
- 2018 : Crimes parfaits - épisodes Étoile filante et Le Grand saut : Claire Moreno
- 2018 : Commissaire Magellan - épisode  La Chorale de Saignac : Christine Vouvray
- 2019 : La Dernière Vague de Rodolphe Tissot : Irène Lecap
- 2020 : Crimes parfaits - épisodes Master du crime et Un cœur sombre : Claire Moreno
- 2022 : Les Pennac(s) de Chris Nahon : Commissaire Faivre
- 2025 : Tout pour la lumière de Nicolas Herdt : Florence

### Scénariste
- 2002 : Rémy Bernard de Mikhaël Levy (court-métrage) (+ production)

## Théâtre
- 1987 : Baal de Bertolt Brecht, mise en scène Georges Lavaudant, Théâtre de la Ville, TNP
- 1991 : Les Iris d'Antonin Artaud, mise en scène Georges Lavaudant, Festival d'Avignon
- 2019 : Déglutis, ça ira mieux d'Andréa Bescond et Éric Métayer, théâtre du Balcon Festival Off d'Avignon

## Doublage
- 1994 : Le Monstre : Jessica Rossetti (Nicoletta Braschi)

## Distinction
- 2000 : Meilleure comédienne pour La Juge Beaulieu au Festival de la fiction TV de Saint-Tropez[9]